# Igor Jankowski
Igor Jankowski (ur. 23 listopada 1983 w Mińsku na Białorusi) – polsko-białoruski kompozytor, pedagog i działacz muzyczny.

## Życiorys
Studiował kompozycję u Dmitryja Smolskiego w Białoruskiej Państwowej Akademii Muzycznej w Mińsku (licencjat, 2006-2009), u Marka Jasińskiego oraz Mariana Borkowskiego w Akademii Muzycznej w Bydgoszczy (magisterium, 2009-2011). Następnie pod kierunkiem Mariana Borkowskiego na Uniwersytecie Muzycznym Fryderyka Chopina, w Warszawie (doktorat, 2011-2014). Studiował także dyrygenturę w klasie Włodzimierza Czernikowa oraz grę na akordeonie u Nikołaja Bujanowa w Państwowym Koledżu Muzycznym im. M. Glinki w Mińsku (1999-2003).
Jest także założycielem i dyrektorem artystycznym Festiwalu Kultury Białoruskiej na Pomorzu, a od 18 stycznia 2016 pełni funkcję prezesa Fundacji Rozwoju Artystycznego i Współpracy Międzynarodowej MSM UNICUM. W grudniu 2018 sopockie wydawnictwo SOLITON wydało płytę autorską Igora Jankowskiego pod tytułem QVO VADIS, zawierającą 11 utworów wokalno-instrumentalnych. 27 listopada 2019 uzyskał tytuł „Honorowego Woluntariusza Szpitali Pomorskich” nadany przez Prezesa Zarządu Szpitali Pomorskich Jolantę Sobierańską-Grendę. W 2022 roku ukazuje się w druku pierwsza książka Igora Jankowskiego dla dzieci „Opowieści Franka”.

## Twórczość
Prawie wszystkie spośród napisanych przez niego utworów były wykonane publicznie w różnych miastach Wschodniej i Zachodniej Europy (ponad 150 wykonań). Swój język muzyczny sam artysta określa jako neotonalny. Ważną rolę w formowaniu swojej twórczej osobowości Igor Jankowski zawdzięcza swoim trzem profesorom: Dmitryjowi Smolskiemu, Markowi Jasińskiemu oraz Marianowi Borkowskiemu. W 2011 ukazała się pierwsza autorska płyta Jankowskiego pod tytułem A New Size Of Old Traditions, wydana przez białoruskie wydawnictwo muzyczne VIGMA, a w listopadzie 2012 został członkiem Związku Kompozytorów Polskich (Wydział Warszawski). W 2022 roku ukazała się w druku pierwsza książka Igora Jankowskiego dla dzieci Opowieści Franka.
- Wywiad w Gościu Niedzielnym[3].

## Nagrody, stypendia i wyróżnienia
- pierwsze miejsce na Krajowym Konkursie Kompozytorskim poświęconym 115. rocznicy urodzin M. Bogdanowicza (Mińsk, 2006).
- dyplom za poszukiwania twórcze na IX Międzynarodowym Konkursie Kompozytorskim im. J. Siemieniako (Brześć, 2007),
- nominacja kantaty Mysterium Fidei przez prezesa Związku Kompozytorów Białoruskich prof. Igora Łuczenka do nagrody pieniężnej Ministerstwa Kultury Republiki Białorusi (Mińsk, 2010),
- przyznanie Narodowego Stypendium Rządu RP przez Ministerstwo Kultury i Dziedzictwa Narodowego na drugi rok uzupełniających studiów magisterskich w Akademii Muzycznej im. Feliksa Nowowiejskiego w Bydgoszczy (Warszawa, 2010),
- wyróżnienie na Ogólnopolskim Konkursie Kompozytorskim im Tadeusza Ochlewskiego (Kraków, 2010),
- przyznanie Narodowego Stypendium Rządu RP przez Ministerstwo Kultury i Dziedzictwa Narodowego na studia doktoranckie w dziedzinie kompozycji w Uniwersytecie Muzycznym Fryderyka Chopina w Warszawie (Warszawa, 2011),
- zwycięstwo w Konkursie Ogólnopolskim na Hejnał Miasta Bobolice. Decyzją Rady Miejskiej wybrana przez komisję konkursową kompozycja została przyjęta jako obowiązkowy hejnał miasta Bobolice i wpisana do statutu miasta (Bobolice, 2012),

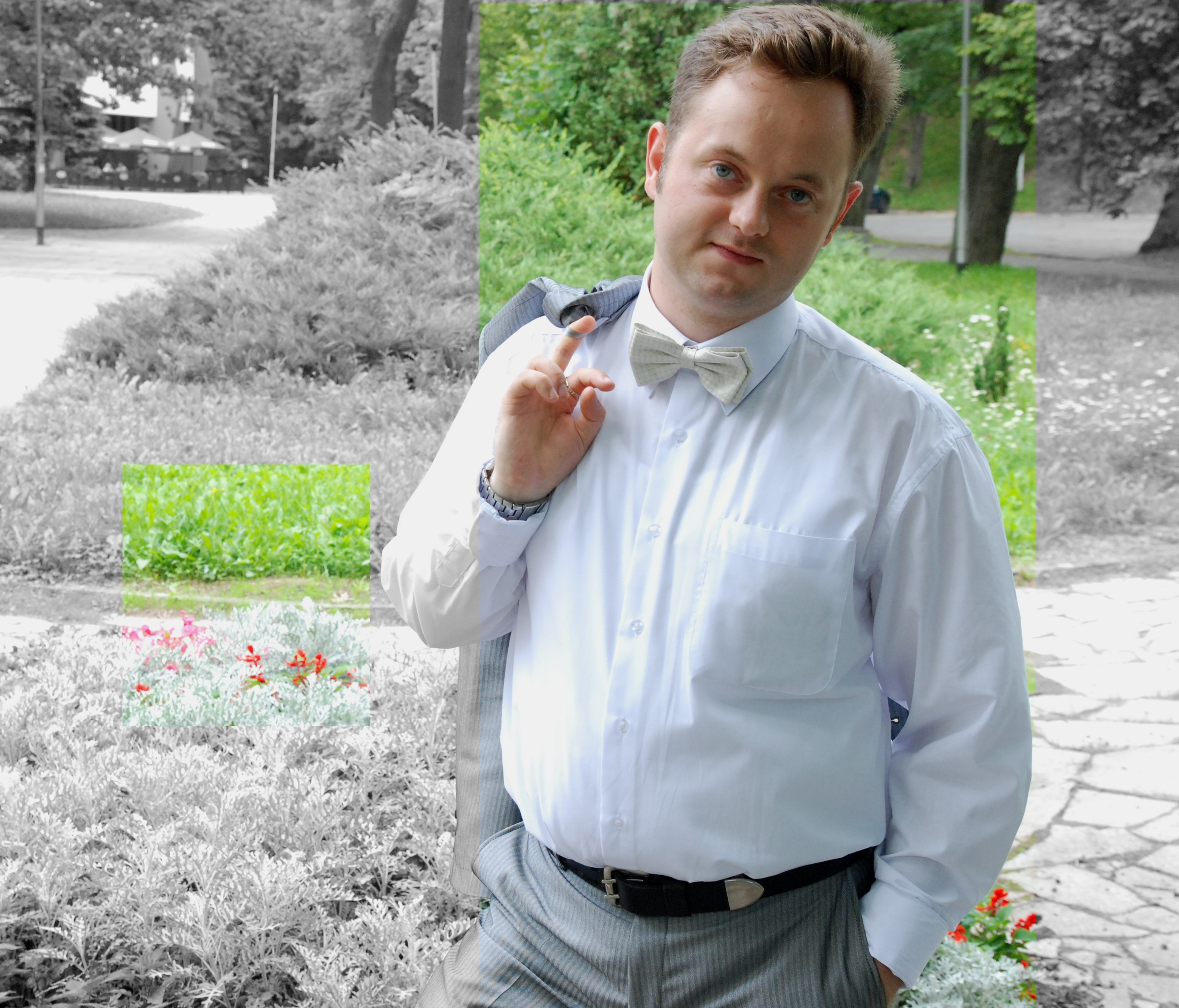
Igor Jankowski na Festiwalu Kultury Kresowej w roku 2012

- Stypendium Rektora dla najlepszych doktorantów UMFC (Warszawa, 2011/2012),
- przyznanie Stypendium Twórczego przez Fundusz Popierania Twórczości przy Stowarzyszeniu Autorów ZAiKS (Warszawa, 2012),
- Przyznanie grantu na autorski projekt artystyczny przez Komisję do spraw przyznawania dofinansowania na prowadzenie badań naukowych lub prac rozwojowych oraz zadań z nimi związanych, służących rozwojowi młodych naukowców (Warszawa, 2012),
- Wyróżnienie na Ogólnopolskim Konkursie Kompozytorskim „Don Bosco” za utwór „Miejcie wiarę” (19 czerwca 2016),
- Przyznanie Stypendium Twórczego przez Fundusz Popierania Twórczości przy Stowarzyszeniu Autorów ZAiKS (30 czerwca 2016),
- Nominacja do Certyfikatu Promocji Ziemi Lęborskiej 2018 w kategorii „Osobowość” (27.03.18).
- Uzyskanie nominacji Kapituły Redakcji „Dziennika Bałtyckiego” do tytułu „OSOBOWOŚĆ ROKU 2018” w kategorii Kultura (15.01.2019)[4]
- Przyznanie „stypendium dla twórców kultury” przez Urząd Marszałkowski Województwa Pomorskiego (5 marca 2019)[5].
- Przyznanie Stypendium Marszałka Województwa Pomorskiego dla twórców kultury na rok 2020[6].
- Drugie miejsce w Ogólnopolskim Konkursie Kompozytorskim na Hejnał Miasta Siechnice (27.08.2022)[7]

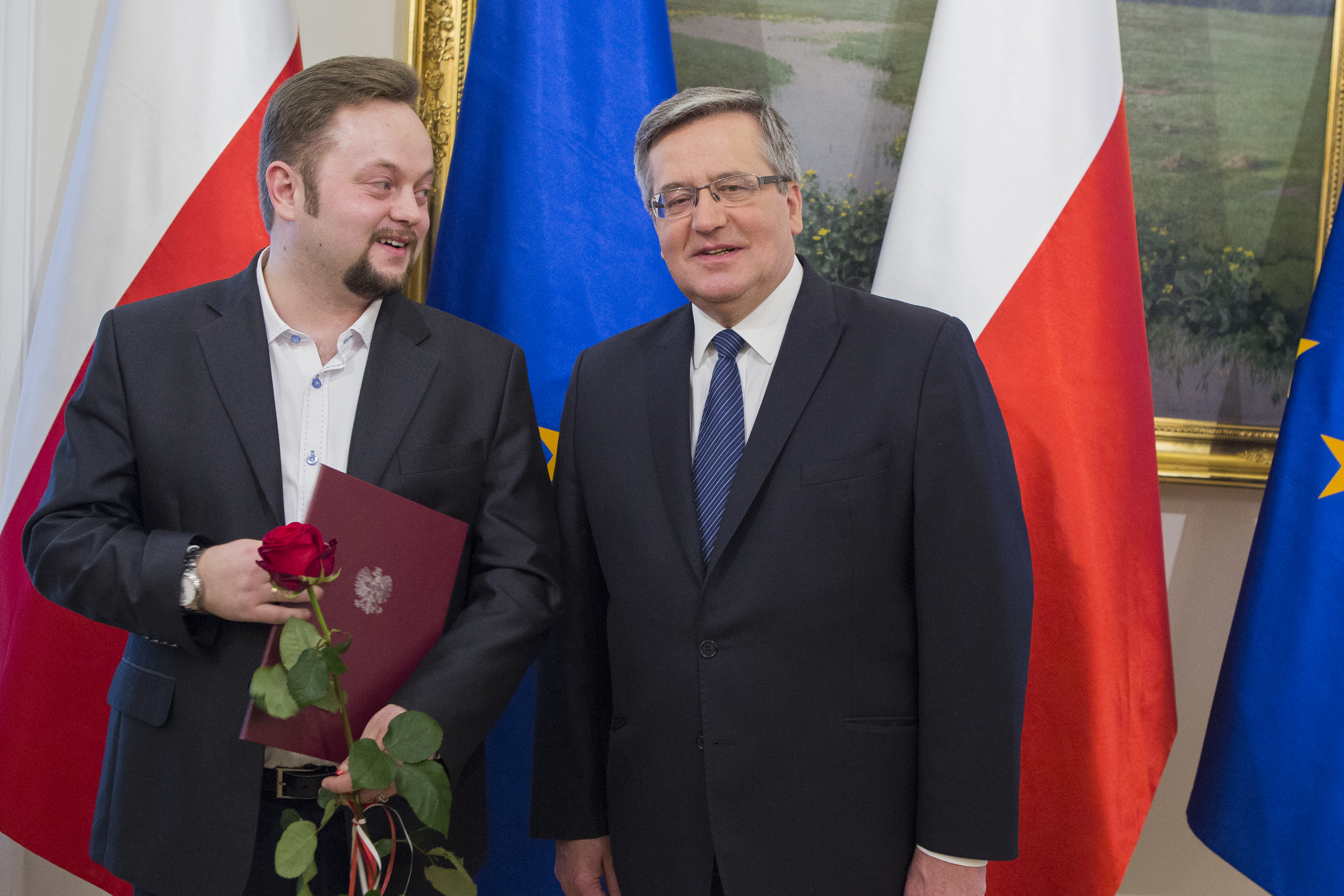
9 stycznia 2015, Warszawa. Prezydent Bronisław Komorowski wręczył akty nadania obywatelstwa polskiego.

## Działalność kulturalna

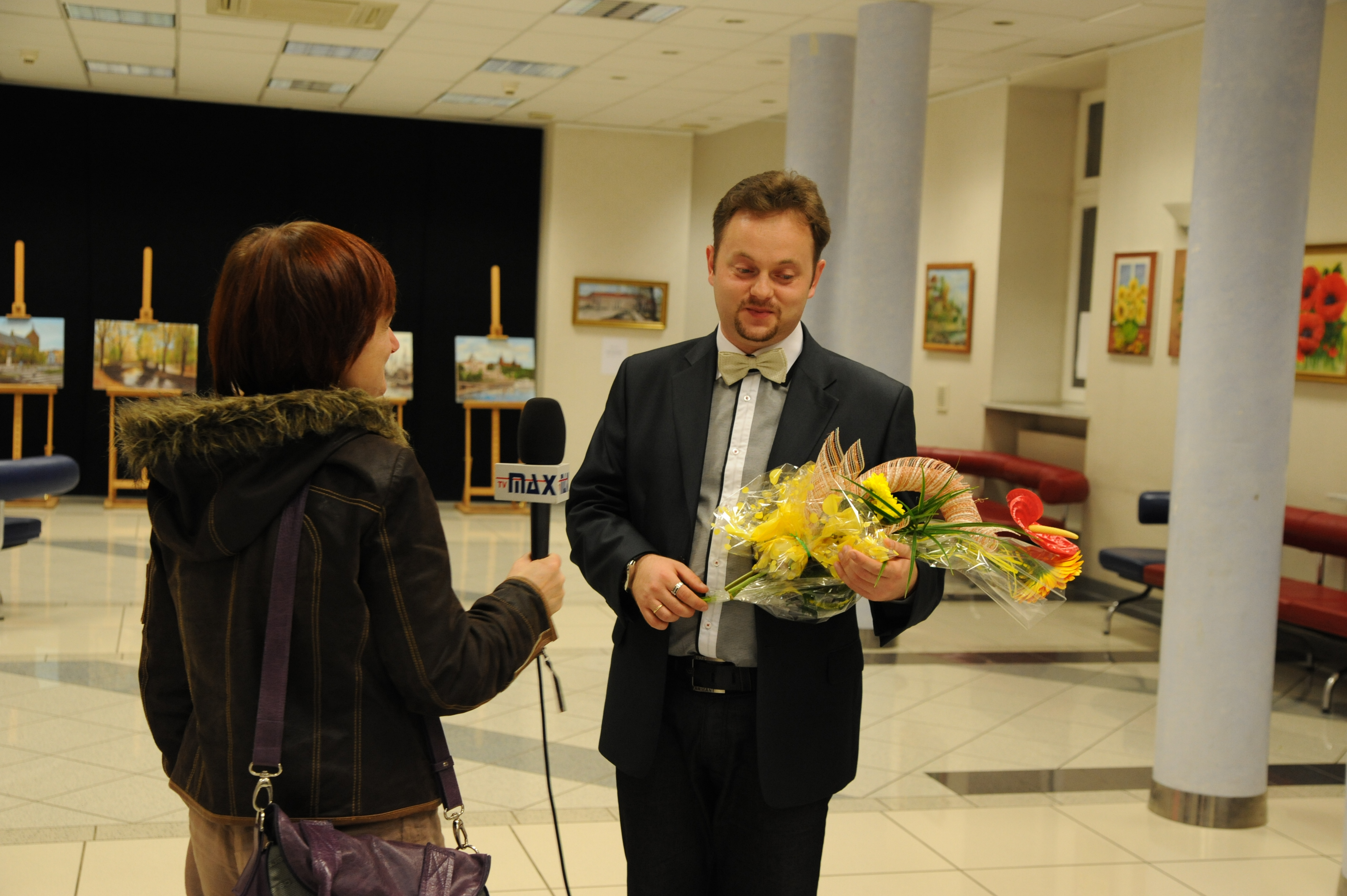
Igor Jankowski po premierze swego utworu w Filharmonii Koszalińskiej w roku 2012

- Organizacja charytatywnego koncertu na rzecz polskich powodzian z udziałem słynnego akordeonisty-wirtuoza Vlada Pligovki, który odbył się w koszalińskiej katedrze pod wezwaniem NMP (9 października 2010).
- Organizacja „Wieczorów kultury kresowej” w Koszalinie z udziałem zespołów ludowych należących do Związku Polaków na Białorusi (8 –10 lipca 2011, 26–28 listopada 2010).
- Organizacja przyjazdu Państwowej Orkiestry Młodych Talentów Republiki Białorusi w ramach współpracy z organizatorami 46. Międzynarodowego Festiwalu Organowego w Koszalinie. Zgodnie z programem orkiestra zagrała 10 koncertów w różnych nadmorskich miastach województwa zachodniopomorskiego (7–16 sierpnia 2012).
- Organizator i dyrektor artystyczny I Festiwalu Kultury Białoruskiej na Pomorzu (7–13 kwietnia 2013).
- Organizacja przyjazdu Państwowej Młodzieżowej Orkiestry Cymbałowej z Mińsku w ramach współpracy z organizatorami 47. Międzynarodowego Festiwalu Organowego w Koszalinie. Zgodnie z programem orkiestra zagrała 9 koncertów w różnych nadmorskich miastach województwa zachodniopomorskiego (7–16 sierpnia 2013).
- Organizator Dni Kultury Kresowej na Pomorzu przy współpracy ze Mińskim oddziałem Związku Polaków na Białorusi (4–7 stycznia 2014).
- Organizacja przyjazdu Państwowej Orkiestry Młodych Talentów (symfonicznej) oraz Państwowej Orkiestry Cymbałowej z Mińska w ramach współorganizowanego z Gmina Wejherowo II Festiwalu Kultury Białoruskiej na Pomorzu. Zgodnie z programem orkiestry zagrały 9 koncertów w różnych nadmorskich miastach województwa pomorskiego (24.04.-03.05.2014).
- Organizacja przyjazdu Orkiestry Bałałajkowej Państwowego Uniwersytetu Kultury i Sztuki w Mińsku w ramach współpracy z organizatorami 48. Międzynarodowego Festiwalu Organowego w Koszalinie. Zgodnie z programem orkiestra zagrała 9 koncertów w różnych nadmorskich miastach województwa zachodniopomorskiego (1–9 sierpnia 2014).
- Organizacja przyjazdu Orkiestry Bałałajkowej Państwowego Uniwersytetu Kultury i Sztuki w Mińsku w ramach współorganizowanego z Gminą Wejherowo III Festiwalu Kultury Białoruskiej na Pomorzu. Zgodnie z programem orkiestra wykonała 8 koncertów w różnych miastach województwa pomorskiego (09.05-16.05.2015).
- Organizacja przyjazdu Państwowego Chóru Ludowego im. M.K. Ogińskiego ze Smargoni (Republika Białoruś) w ramach współpracy z organizatorami 49. Międzynarodowego Festiwalu Organowego w Koszalinie. Zgodnie z programem orkiestra zagrała 10 koncertów w różnych nadmorskich miastach województwa zachodniopomorskiego (6–16 sierpnia 2015),
- Organizacja przyjazdu Symfonicznej Orkiestry Estradowej Państwowego Uniwersytetu Kultury i Sztuki w Mińsku w ramach IV Festiwalu Kultury Białoruskiej na Pomorzu. Zgodnie z programem orkiestra wykonała 6 koncertów w różnych miastach województwa pomorskiego oraz zrealizowała warsztaty symfoniczne dla dzieci (6–11 kwietnia 2016),
- Organizacja V jubileuszowego Festiwalu Kultury Białoruskiej na Pomorzu z udziałem artystów z Białorusi i Polski (25 kwietnia – 1 maja 2017),
- Zorganizowanie VI Festiwalu Kultury Białoruskiej na Pomorzu w dniach 20–29 lipca 2018. W ramach festiwalu wystąpił zespół rockowy Jegora Dorożki z Mińska, Studio Tańca Show-Ballet Sensacja z Witebska, soliści Paweł Kozicz i Daria Chmielnickaja z Mińska, Samira Gołąbek i Marta Byczk z Wejherowa, Jaśmina Wenta z Kołobrzegu, Aleksandra Metera i Zuzanna Elendt z Lęborka, Julia Sowa z Gdyni. Koncerty festiwalowe odbyły się w ośmiu miastach (Lęborku, Gniewinie, Rumi, Starogardzie Gdańskim, Bożympolu Wielkim, Malborku, Maszewie Lęborskim i Żukowie) pod oficjalnym patronatem Konsulatu Generalnego Republiki Białoruskiej w Gdańsku.
- Zorganizowanie VII Festiwalu Kultury Białoruskiej na Pomorzu w dniach 23 kwietnia – 1 maja 2019. W ramach festiwalu wystąpili akrobaci i gimnastycy ze Szkoły Rezerw Olimpijskich z Mińska, Studio Tańca Show-Ballet Sensacja z Witebska, soliści Paweł Kozicz z Mińska, Monika Miedzianowska z Rotterdam (Holandia) i Aleksander Minionok z Witebska, Schola ze Szkoły Muzycznej YAMAHA w Wejherowie, TARAN TRIO z Mińska i trio ze Studio Tańca FLIC w Lęborku. Koncerty festiwalowe odbyły się w 8 miastach na Pomorzu (Starogard Gdański, Gdańsk, Malbork, Łęczyce, Rumia, Żukowo, Gniewino, Żelistrzewo) pod honorowym patronatem Ambasady Republiki Białoruś w Rzeczypospolitej Polskiej[8].
- Od 1 sierpnia 2019 został powołany na stanowisko dyrektora polskich filii School Stars[9].

## Główne kompozycje

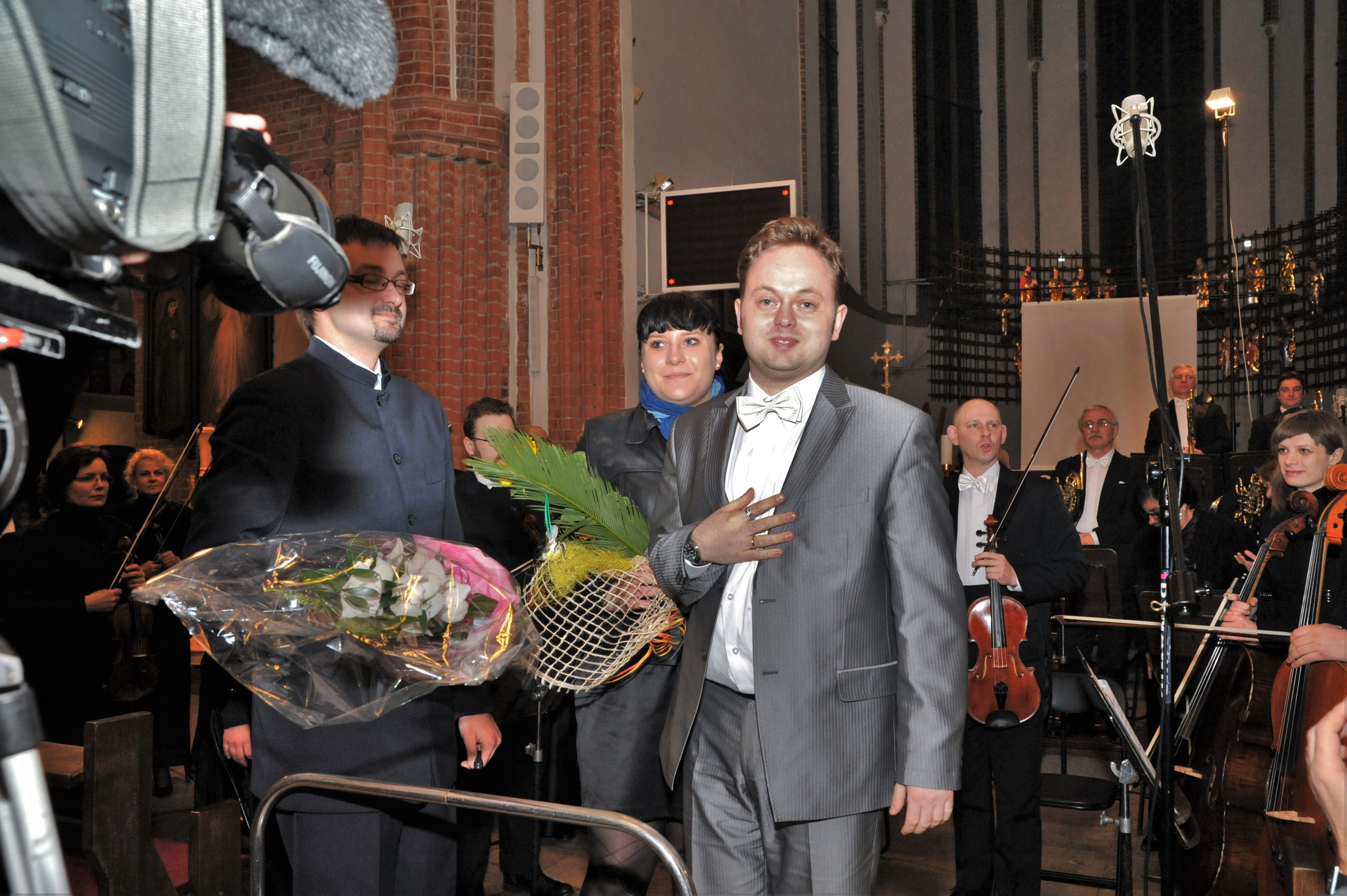
Igor Jankowski po premierze Lux in Tenebris w katedrze NMP w Koszalinie w roku 2011

- Dwie pastorale na zespół męski (2005)
- Poemat na flet i fortepian (2006)
- Wariacje na skrzypce i fortepian (2006)
- Zachód słońca na chór mieszany a cappella do wierszy M. Bogdanowicza (2006)
- Nokturn na fortepian (2006)
- Preludium i grotesk na fortepian (2006)
- Jesienna minutka na fortepian (2006)
- Tryptyk dla dzieci na fortepian (2006)
- Ekspromt na akordeon (2006)
- Bogurodzico muzyczna ilustracja do dziejów historycznych na klarnet, puzon, fortepian i wiolonczelę (2007)
- Tryptyk do wierszy Jakuba Kołosa na chór mieszany a cappella (2007)
- Pasja Chrystusa na organy solo (2007)
- Pop and classic refleksja na kwartet smyczkowy (2008)
- Suita na chór mieszany a cappella w czterech częściach do wierszy Tarasa Szewczenki (2008)
- Dyptyk kolędowy na chór mieszany a cappella do tekstów ludowych (2008)
- Z lasu, lasu ciemnego wariacje na temat rosyjskiej pieśni ludowej na fortepian (2008)
- Niemen do wierszy Jakuba Kołosa na tenor i orkiestrę instrumentów ludowych (2008)
- Istlewajut zwuki w efirie na sopran i kwartet smyczkowy do wierszy A. Achmatowej (2008)
- Mysterium Fidei kantata na chór mieszany, solistów i organy (2009)
- Oj, rzeka dla kapeli ludowej na własny tekst a cappella (2009)
- Grzybki na alt kobiecy i orkiestrę ludową (2009)
- Oj, Jurija na baryton i orkiestrę ludową (2009)
- Maślnica choreograficzna suita na chór, orkiestrę instrumentów ludowych i grupę baletową (2010)
- Trzy impresje na akordeon guzikowy (2010)
- Balet Lux in Tenebris (2011)
- Libera nos na chór mieszany a cappella (2011)
- Dyptyk pamięci Edwarda Stachury na chór mieszany a cappella (2011)
- Trzy metamorfozy na klarnet, kongi, marimbę i akordeon guzikowy (2012)
- Sześć Hejnałów Polskich na trąbkę in B oraz in C (2012)
- Pod Twoju miłość na chór mieszany a cappella do prawosławnych tekstów liturgicznych (2013)
- Rapsodia na akordeon guzikowy i orkiestrę symfoniczną (2014)
- Gloria na chór mieszany a cappella (2014)
- Panienko Skępska na baryton i organy (2015)
- Miejcie wiarę na sopran, tenor, chór mieszany i organy (2016)
- Psalm 142 na chór mieszany a cappella (2016)
- Tryptyk na organy solo (2017)
- Qvo Vadis album autorski, zawierający 11 utworów wokalno-instrumentalnych. Wyd. SOLITON Sopot. (2018)
- Choral Works – trzeci album autorski. Zawiera 12 kompozycji na chór mieszany a cappella. (2019)
- Да молчит всякая плоть – koncertowy cerkiewny utwór na chór mieszany a cappella dla asystentki dr Marysi Januszkiewicz z krakowskiej Akademii Muzycznej (2019)
- Gloria – utwór autorski na święta Bożego Narodzenia z teledyskiem[10]
- The Best Songs – czwarty album autorski. Zawiera 16 kompozycji wokalno-instrumentalnych w języku polskim, włoskim i angielskim. (2021)[11]

- Dekalog – piąty album autorski. Zawiera kantatę na chór, solistę, smyczki i narratorów do słów Małgorzaty Borzeszkowskiej w dziesięciu częściach. (2023)[12]
- Rapsodia Pałucka na chór, solistów i orkiestrę symfoniczną (lipiec 2024)[13]